# 贝苞凤仙花
贝苞凤仙花（学名：Impatiens conchibracteata）为凤仙花科凤仙花属下的一个种。

## 扩展阅读
- 維基物種上的相關：贝苞凤仙花